# Buckel (Helmbrechts)
Buckel  ist ein Wohnplatz der Stadt Helmbrechts im Landkreis Hof (Oberfranken, Bayern). Der Ort liegt in der Gemarkung Wüstenselbitz.

## Geografie
Die Einöde liegt am Südhang des Reussenbergs (699 m ü. NHN). Ein Wirtschaftsweg führt nach Wüstenselbitz (1 km östlich).

## Geschichte
Der Ort wurde in der ersten Hälfte des 19. Jahrhunderts auf dem Gemeindegebiet von Wüstenselbitz gegründet. Es war Haus Nr. 25 von Burkersreuth und wurde erst später „Buckl“ genannt. Im Zuge der Gebietsreform in Bayern wurde Buckel am 1. Juli 1972 nach Helmbrechts eingemeindet.

### Einwohnerentwicklung
| Jahr      | 001861 | 001871 | 001885 | 001900 | 001925 | 001950 | 001961 | 001970 |
| Einwohner | 9      | 11     | 9      | 7      | 7      | 6      | 2      | 0      |
| Häuser    |        |        | 1      | 1      | 1      | 1      | 1      |        |
| Quelle    | [ 7 ]  | [ 8 ]  | [ 9 ]  | [ 10 ] | [ 11 ] | [ 12 ] | [ 13 ] | [ 14 ] |

## Religion
Buckel ist evangelisch-lutherisch geprägt und war ursprünglich nach St. Johannes der Täufer (Helmbrechts) gepfarrt. Seit den 1920er Jahren ist die Pfarrei Wüstenselbitz zuständig.